# Laura Torrisi

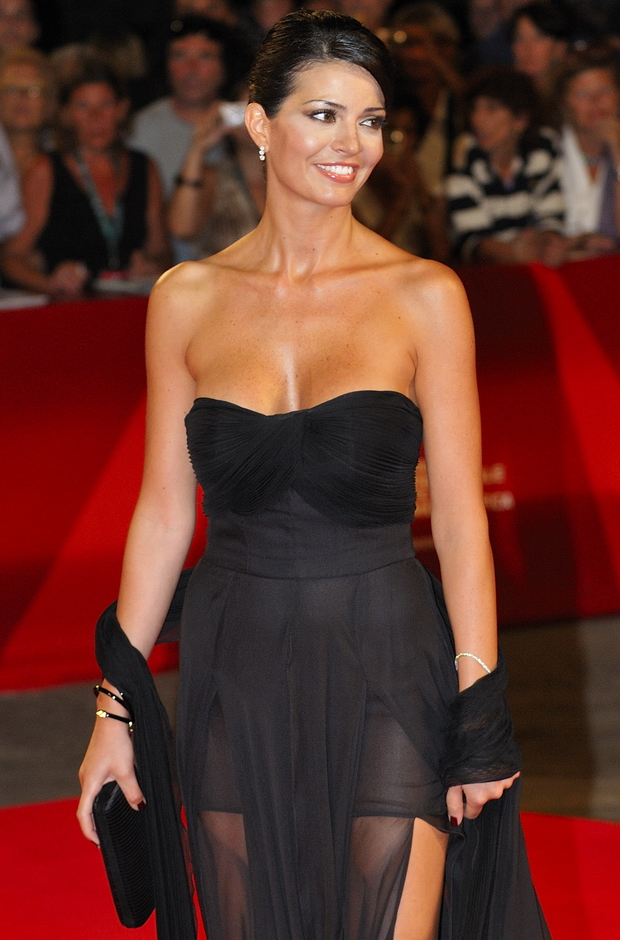
Laura Torrisi bei den 66. Filmfestspielen von Venedig (2009)

Laura Torrisi (* 7. Dezember 1979 in Catania) ist eine italienische Schauspielerin.

## Leben und Karriere
Laura Torrisi wuchs in der Toskana auf. Bekannt wurde sie 2006, als sie an der sechsten Staffel der italienischen Ausgabe von Big Brother teilnahm. 
Torrisi war in einer Beziehung mit dem italienischen Regisseur Leonardo Pieraccioni, mit dem sie eine Tochter hat.

## Filmografie (Auswahl)
- 2007: Una moglie bellissima
- 2009–2015: L’onore e il rispetto (Fernsehserie, zwölf Folgen)
- 2010: Sharm el Sheikh – Un’estate indimenticabile
- 2010–2014: Il peccato e la vergogna (Fernsehserie, zehn Folgen)
- 2015: Le tre rose di Eva (Fernsehserie, neun Folgen)
- 2019: Din Don – Il ritorno (Fernsehfilm)